# 소니아 봉파스토르
소니아 봉파스토르(프랑스어: Sonia Bompastor, 1980년 6월 8일 ~ )는 프랑스의 전직 여자 축구 선수이다. 선수 시절 포지션은 미드필더였으며 현재는 첼시 FC 위민의 감독을 맡고 있다.

## 클럽 경력
소니아 봉파스토르는 프랑스 블루아에서 포르투갈 포보아드바르징 출신인 부모의 딸로 태어났다. 축구 심판으로 활동했던 아버지의 영향을 받으면서 축구에 끌리기 시작했고 8세 시절이던 1988년부터 US 메르 혼성 팀에서 활동했다. 14세 시절이던 1994년에 US 투리 여자 축구 팀에 합류했고 같은 해에 프랑스 축구 연맹에서 운영하던 CNFE 클레르퐁텐 여자부의 훈련 과정에 합격했다. 1997년부터 2000년까지 투르 EC 소속으로 활동했다.
소니아 봉파스토르는 2000년에 라로슈쉬르용에 입단하면서 프로 선수로 데뷔했다. 2002년에 몽펠리에로 이적한 이후에 몽펠리에의 디비지옹 1 페미닌 2회 우승, 쿠프 드 프랑스 페미닌 1회 우승에 기여했다. 2006년에 올랭피크 리옹으로 이적한 다음에는 올랭피크 리옹의 디비지옹 1 페미닌 3회 우승, 쿠프 드 프랑스 페미닌 1회 우승에 기여했다.
2008년 9월 24일에 열린 미국 여자 프로 축구 드래프트를 통해 워싱턴 프리덤에 지명되었으며 6개월 동안에 걸쳐 진행된 2009 미국 여자 프로 축구 시즌에서 19경기에 출전하여 4골, 도움 6개를 기록했다. 2009년 9월에는 프랑스의 여자 축구 클럽인 파리 생제르맹으로 임대되었고 2010년 4월에 워싱턴 프리덤으로 복귀했다. 2010 미국 여자 프로 축구 시즌에서는 22경기에 출전하여 2골, 도움 5개를 기록했다.
2010년 9월에 친정 팀인 올랭피크 리옹으로 복귀했으며 올랭피크 리옹의 디비지옹 1 페미닌 3회 우승, 쿠프 드 프랑스 페미닌 2회 우승에 기여했다. 2010-11·2011-12 UEFA 여자 챔피언스리그에서는 올랭피크 리옹의 우승에 기여했고 2013년 6월에 현역 은퇴했다.

## 국가대표 경력
소니아 봉파스토르는 2000년 2월 26일에 열린 스코틀랜드와의 친선 경기에 처음 출전하면서 프랑스 여자 축구 국가대표팀 선수로 데뷔했으며 3차례의 UEFA 유럽 여자 축구 선수권 대회(2001년, 2005년, 2009년), 2차례의 FIFA 여자 월드컵(2003년, 2011년)에 참가했다. 특히 독일에서 개최된 2011년 FIFA 여자 월드컵에서는 프랑스가 4위를 차지하는 데에 기여했다.
소니아 봉파스토르는 2008년 9월 27일에 열린 아이슬란드와의 UEFA 여자 유로 2009 예선 경기에서 A매치 100경기 출전 기록을 수립했으며 프랑스는 아이슬란드에 2-1 승리를 기록했다. 2012년 8월 9일에 열린 캐나다와의 2012년 런던 하계 올림픽 여자 축구 3·4위전 경기를 끝으로 국가대표팀에서 은퇴했는데 프랑스는 캐나다에 0-1 패배를 기록하면서 4위를 차지했다. 2000년부터 2012년까지 프랑스 여자 축구 국가대표팀 156경기에 출전하여 18골을 기록했다.

## 수상

### 클럽
몽펠리에
- 디비지옹 1 페미닌 2회 우승 (2003-04, 2004-05)
- 쿠프 드 프랑스 페미닌 1회 우승 (2005-06)

올랭피크 리옹
- 디비지옹 1 페미닌 6회 우승 (2006-07, 2007-08, 2008-09, 2010-11, 2011-12, 2012-13)
- 쿠프 드 프랑스 페미닌 3회 우승 (2007-08, 2011-12, 2012-13)
- UEFA 여자 챔피언스리그 2회 우승 (2010-11, 2011-12)

### 국가대표
- 2011년 FIFA 여자 월드컵 4위
- 2012년 키프로스컵 우승

### 개인
- 2003-04 시즌 국가 프로 축구 선수 연합(UNFP) 선정 올해의 여자 선수 수상
- 2007-08 시즌 국가 프로 축구 선수 연합(UNFP) 선정 올해의 여자 선수 수상
- 2009년 5월 미국 여자 프로 축구 이 달의 선수 선정
- 2009 미국 여자 프로 축구 시즌 올스타 팀 선정
- 2010 미국 여자 프로 축구 시즌 올스타 팀 선정
- 2011년 FIFA 여자 월드컵 올스타 팀 선정

### 훈장
- 2014년 프랑스 공로훈장 기사 계급 수훈